# Rafflesia meijeri
Rafflesia meijeri är en tvåhjärtbladig växtart som beskrevs av Wiriad. och Sari. Rafflesia meijeri ingår i släktet Rafflesia, och familjen Rafflesiaceae. Inga underarter finns listade i Catalogue of Life.